# Mon amour (film, 1940)
Pour les articles homonymes, voir Mon amour.
Pour plus de détails, voir Fiche technique et Distribution.
Mon amour (Моя любовь, Moya lyubov) est un film soviétique réalisé par Vladimir Korsch-Sablin en 1940.

## Synopsis
L'histoire suit trois amis inséparables, Grisha, Lyosha et la charmante Shura, qui travaillent ensemble dans une usine tout en suivant des cours universitaires en soirée. Les deux jeunes hommes sont amoureux de Shura et décident de lui avouer leurs sentiments. Shura choisit Grisha pour sa confiance en lui et son allure. Cependant, sa vie prend un tournant inattendu lorsqu'elle apprend le décès de sa sœur jumelle récemment divorcée, qui laisse derrière elle un jeune fils nommé Felix. Shura décide de prendre en charge l'enfant et, sur les conseils d'un professeur de médecine, prétend que Felix est son propre fils. Cette situation entraîne des malentendus humoristiques avec ses amis et finit par révéler la différence entre les sentiments imaginaires et réels.

## Réception
En raison de la Seconde Guerre mondiale, le film est diffusé en Allemagne seulement en décembre 1946. La première a lieu au Berliner Kino en présence du réalisateur. Tourné six ans auparavant, le film est jugé « dépassé » par Der Spiegel. Le film a attiré 19,2 millions de spectateurs au box-office soviétique.